# Пьедра, Хесус
Хесус Пьедра Ибарра (исп. Jesús Piedra Ibarra, 1954) — мексиканский революционер, член Коммунистической лиги 23 сентября и одна из самых известных жертв «грязной войны» в Мексике. Сын Росарио Ибарры де Пьедры.
18 апреля 1975 г. арестован и содержится в различных тюрьмах до 1984 г., когда записи о его перемещениях прерываются и он оказывается в списке «без вести пропавших» мексиканской армией. 